# Грб Приштине
Грб града Приштине је службени грб града. Актуелни грб усвојиле су привремене институције самоуправе након рата на Косову и Метохији, а на њему се налази праисторијска фигурина Богиња на трону.